# Ренгет
Ренгет (рум. Renghet) — село у повіті Хунедоара в Румунії. Адміністративно підпорядковане місту Джоаджу.
Село розташоване на відстані 286 км на північний захід від Бухареста, 19 км на північний схід від Деви, 97 км на південь від Клуж-Напоки, 149 км на схід від Тімішоари.

## Населення
За даними перепису населення 2002 року у селі проживали 272 особи, з них 269 осіб (98,9%) румунів. Рідною мовою 269 осіб (98,9%) назвали румунську.